# دون دروید
دون دروید (انگلیسی: Devin Druid؛ زادهٔ ۲۶ ژانویهٔ ۱۹۹۸) هنرپیشه اهل ایالات متحده آمریکا است.
از فیلم‌ها یا برنامه‌های تلویزیونی که وی در آن نقش داشته‌است می‌توان به غرنده‌تر از بمب، ۱۳ دلیل برای اینکه، سگ-سوسیسی، و امپراتوری اشاره کرد.